# 上游水库 (绵阳)
上游水库是中国四川省绵阳市涪城区境内的一座水库，位于安昌河支流草市河上，建于1971年。水库正常库容为918万立方米，集雨面积为25平方千米，海拔为552.51米。